# 阿莱霍斯
阿莱霍斯，是西班牙卡斯蒂利亚-莱昂巴利亚多利德省的一个市镇。总面积103平方公里，
2001年普查人口總數為1550人，人口密度為每平方公里15人。